# Alfred Körte
Pour les articles homonymes, voir Korte.
Alfred Körte (né le 5 septembre 1866 à Berlin et mort le 6 septembre 1946 à Leipzig) est un philologue classique allemand. Il se fait connaître notamment par ses travaux de recherche, d'édition et de traduction sur le comédien Ménandre et par la découverte de l'antique cité de Gordion.

## Biographie
Alfred Körte est l'un des dix enfants du docteur Friedrich Körte (1818-1914) et de sa femme Marie, née Thaler (1832-1898). Ses frères et sœurs comprennent l'archéologue Gustav Körte (1852-1917), le chirurgien Werner Körte (de) (1853-1937), l'architecte Friedrich Körte (1854-1934), le peintre Martin Körte (1857-1929) et le maire de Königsberg Siegfried Körte (1861-1919).
Körte étudie la philologie classique aux universités de Berlin et de Bonn, entre autres avec Hermann Usener, et obtient son doctorat à Bonn en 1890. Il y est chargé de cours à partir de 1895 et reçoit son habilitation en 1896. En 1899, il accepte un poste de professeur associé à l'Université de Greifswald. En 1903, il succède à Erich Bethe (de) et devient professeur à l'Université de Bâle. En 1906, il suit Bethe à l'Université de Giessen. En 1914, il s'installe à Fribourg, en 1917 à Leipzig, où il travaille jusqu'à sa retraite en 1934. Jusqu'en 1926, il est directeur du bien-être des étudiants à Leipzig. En novembre 1933, il est l'un des signataires de la déclaration des professeurs en faveur d'Adolf Hitler.
Körte est membre de l'Académie des sciences de Saxe et de l'Institut archéologique allemand.
À partir de 1896, Alfred Körte est marié à Frieda Gropius (1873–1963), une fille de l'architecte Martin Gropius. Ils ont trois filles et deux fils, dont l'historien d'art Werner Körte (de), tous deux tombés pendant la Seconde Guerre mondiale.

## Découvertes
En 1895, après avoir étudié les sources et la topographie, il découvre la cité phrygienne de Gordion en Asie Mineure, où lui et son frère Gustav effectuent des fouilles en 1900.
Après les vastes découvertes de papyrus par le poète Ménandre en 1905, Körte s'occupe de l'édition faisant autorité, qui n'est que partiellement dépassée par de nouvelles découvertes après sa mort. Il obtient également une traduction de la comédie, qui est publiée par Insel-Verlag. Le travail de Körte sur Ménandre est également mis en évidence dans la nécrologie de Webster.
Körte est le meilleur connaisseur de la comédie grecque de son temps et enrichit la Realencyclopädie der classischen Altertumswissenschaft de nombreux articles. Il s'occupe également de la poésie hellénistique. À partir de 1923, il publie le magazine Hermes avec son ami Richard Heinze (de). Au volume de 1932 consacré à Ulrich von Wilamowitz-Moellendorff, il contribue un article sur le caractère, qui donne un extrait de ses études de Ménandre.

## Publications (sélection)
- mit Gustav Körte: Gordion. Ergebnisse der Ausgrabung im Jahre 1900. Berlin 1904 (Digitalisat).
- Menandrea. Ex papyris et membranis vetustissimis. Leipzig 1910 (Digitalisat).
- Die griechische Komödie (= Aus Natur und Geisteswelt, Bd. 400). Leipzig 1914 (Digitalisat).
- Die hellenistische Dichtung. Leipzig 1925.